# Военно-учётная специальность

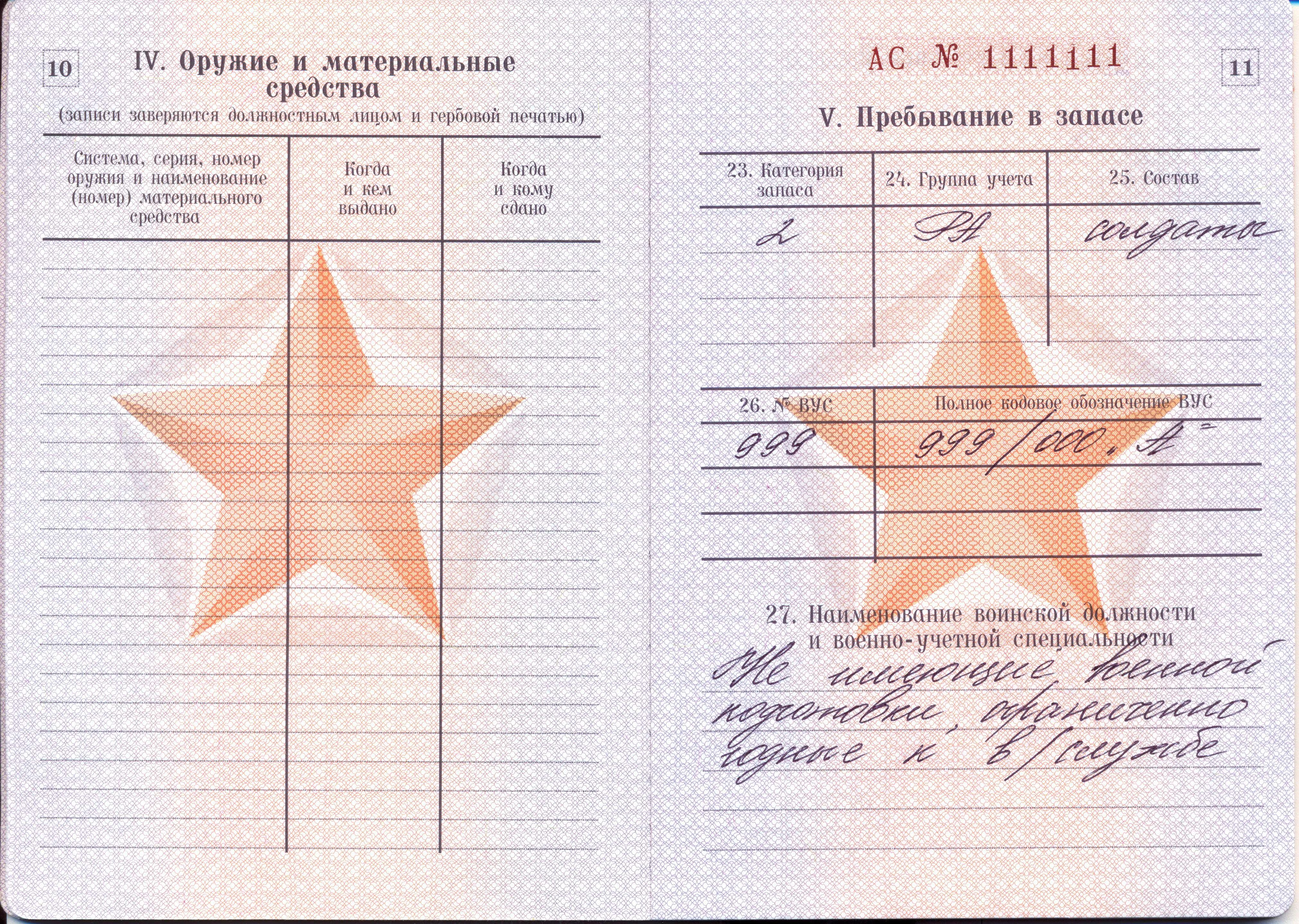
Запись в военном билете военнослужащего запаса ВС России о присвоенной военно-учётной специальности (ВУС).

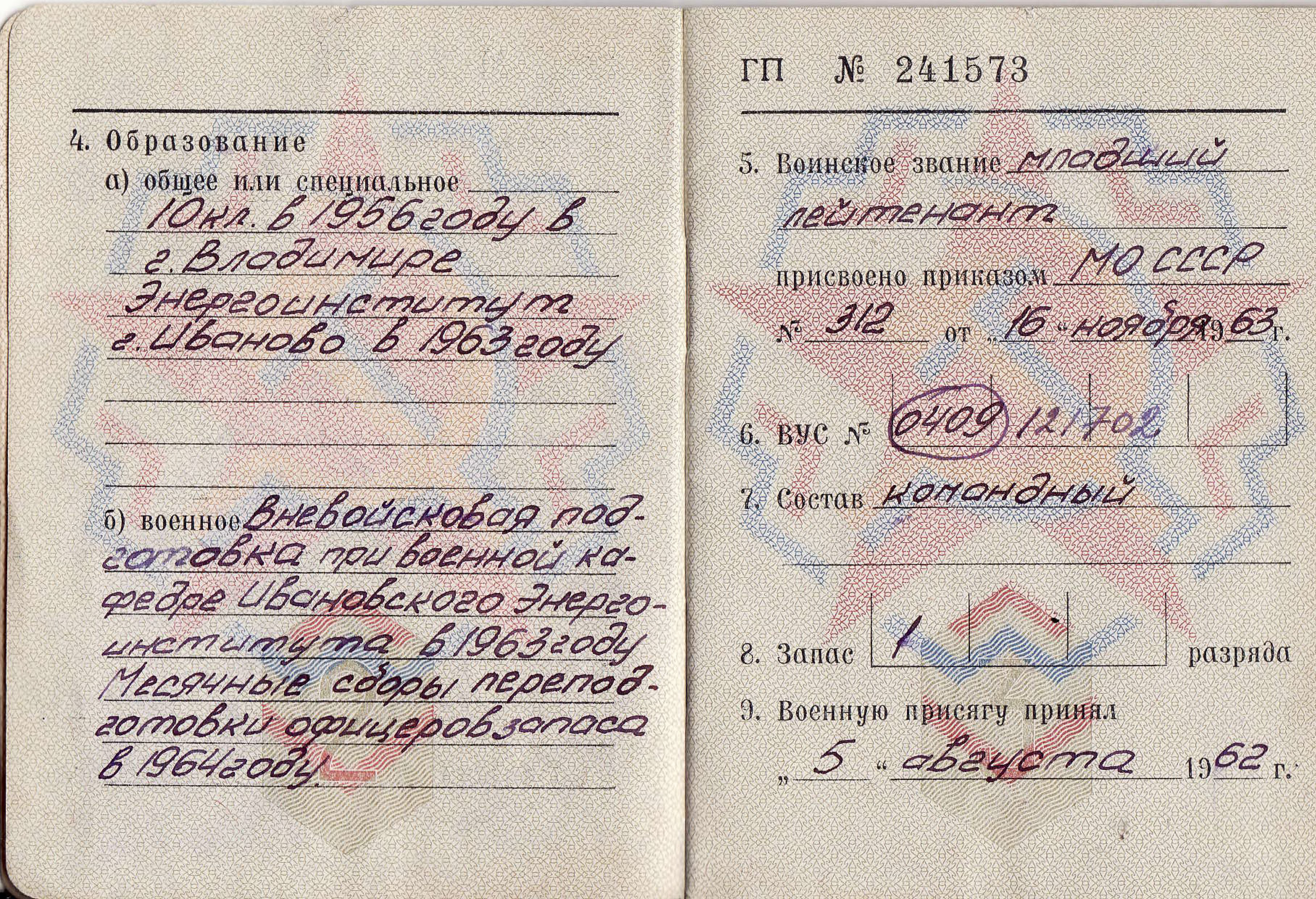
Запись в военном билете офицера запаса ВС СССР о присвоенной ВУС

Военно-учётная специальность (ВУС), Военная специальность — военная специальность военнослужащего и военнообязанного для его учёта и использования в военном деле Союза ССР и  России, указание военной и учётной специальности действующего, находящегося в запасе или в отставке военнослужащего ВС России и других войск, сил, спецвойск (спецслужб) и формирований.
Информация о ВУС заносится в военный билет или справку взамен военного билета. Все ВУС подразделяются на группы, само обозначение ВУС в России и некоторых других странах СНГ обычно представляет собой шестизначное число и, часто, букву (например, 113259А). Первые три цифры обозначают номер военно-учётной специальности, следующие три цифры — код воинской должности, затем буквой указываются особые признаки военной службы.

## Порядок присвоения в России
Рядовым и матросам ВУС обычно присваивается на основании уже имеющегося образования, либо после завершения обучения в учебной части. Лицам, обучающимся в военных вузах, ВУС присваивается с начала обучения и при его окончании, а на военной кафедре при учебном заведении — по окончании вуза (присвоение офицерского звания «лейтенант» происходит только при получении диплома, то есть при окончании вуза, а не только военной кафедры при данном учебном заведении).
Также законодателем установлено, что с 1 января 2008 года лица, получившие офицерское звание на ВК при высшем учебном заведении с соответствующей ВУС, не подлежат призыву и автоматически зачисляются в запас.

## Перечни ВУС

### Россия
Перечни военно-учётных специальностей в России утверждались следующими постановлениями правительства:
- Постановление Правительства Российской Федерации от 26 июня 1993 года № 600-33 «Перечень военно-учётных специальностей»
  - Постановление Правительства Российской Федерации от 13 июня 1997 года № 707-35 «О внесении изменений и дополнений в Перечень военно-учётных специальностей»
- Постановление Правительства Российской Федерации от 12 декабря 2007 г. N 854-43 «Об утверждении перечня военно-учётных специальностей»

По сообщениям военных судов, данные постановления правительства как содержащие сведения о назначении и организационно-штатной структуре войск не были открыто объявлены и опубликованы в соответствии с п. 1 ст. 5 Закона России «О государственной тайне» и п. 26 «Перечня сведений, отнесенных к государственной тайне» (Указ Президента России от 30 ноября 1995 года № 1203).

##### Расшифровка ВУС
Первые три цифры в коде ВУС обозначают воинскую специализацию:
- 100 — Стрелковые;
- 101 — Пулемётные;
- 102 — Гранатометные;
- 106 — Войсковой разведки;
- 107 — Частей и подразделений спецназа (СпН);
- 109 — Снайперские;
- 113 — Танкист;
- 121 — БМП;
- 122 — БМД;
- 124 — БТР;
- 131 — Автоматизация во всех видах и родах войск;
- 134 — ЗРВ (Зенитно-ракетные войска);
- 166 — Инженерные войска;
- 187 — Радиационная, химическая и биологическая разведка и дозиметрический контроль;
- 252 — Машинист бронепоезда;
- 262 — Техник;
- 422 — УКВ радиостанции;
- 423 — Радиотелефонист;
- 461 — Коротковолновые радиостанции;
- 427 — Однополюсные радиостанции средней и малой дальности;
- 553 — Космическая радиосвязь;
- 600 — Оператор ЭВМ;
- 756 — Механик технического подразделения;
- 757 — Мастер технического подразделения;
- 760 — Старший кондуктор;
- 837 — Водители транспортных средств категории ВС;
- 838 — Автомобили. Эксплуатация автомобильной техники;
- 849 — Специалист по ремонту АТТ;
- 878 — Санитар;
- 879 — Медик;
- 998 — Пригодный для службы в армии, но её не проходил;
- 999 — Ограниченно пригоден к службе в армии, но не имеет военной подготовки.

Вторые три цифры — это должность в боевом расчёте. Классификатор воинской должности идёт по алфавиту, 001 — авиационный механик, 997 — электромонтёр.
- 000 — без какой-либо должности;
- 001 — авиационный механик;
- 037 — водитель;
- 097 — заместитель командира взвода;
- 147 — командир взвода;
- 182 — командир отделения;
- 220 — механик, который обслуживает реактивные моторы самолётов;
- 256 — рядовой механик технической роты;
- 259 — механик-водитель;
- 282 — наводчик-оператор;
- 385 — эксперт по подрывным работам, что проводятся под водой;
- 540 — огнемётчик;
- 543 — оператор;
- 544 — операционная медицинская сестра;
- 552 — парикмахер;
- 634 — помощник солиста;
- 646 — разведчик;
- 662 — сапёр;
- 672 — снайпер;
- 673 — солист;
- 786 — старший механик;
- 810 — старший оператор;
- 815 — старший оптик;
- 847 — старший разведчик;
- 868 — старший стрелок пулемётчик
- 915 — стрелок;
- 945 — авиационный техник по приборам и электрооборудованию; техник по ремонту и хранению контрольно-измерительной аппаратуры;
- 959 — фармацевт;
- 962 — фельдшер;
- 963 — фельдшер-спасатель (бортовой);
- 976 — химик;
- 994 — экскаваторщик;
- 995 — электрик;
- 997 — электромонтёр.

Также цифровую комбинацию могут дополнять буквы:
- А — сухопутные войска, а также береговой ВМФ;
- Б — специалист, что работает с оборудованием для ракет;
- Д — представитель десантных войск — ВДВ;
- К — представитель состава военных кораблей;
- М — морские пехотинцы;
- П — внутренние войска, Росгвардия;
- Р — Пограничники, ФСП (пограничная часть ФСБ);
- Т — военный строитель;
- Е — член летного состава;
- С — МЧС и спасатели;
- Ф — спецназ;
- Х — разведка.
- З — уровень образования (институт/высшее училище)
- Ш — ФАПСИ (федеральное агентство правительственной связи и информации)

Пример расшифровки ВУС:
999000 — Ограниченно годный к воинской службе без военной подготовки, также отсутствует какая-либо военная специальность.

### Беларусь
Открыто опубликована часть перечня военно-учётных специальностей, относящаяся к обучению граждан по программам подготовки младших командиров и офицеров запаса:
- Приказ Министерства обороны Республики Беларусь от 15.08.2011 N 23 «Об утверждении перечня военно-учётных специальностей для обучения граждан по программам подготовки младших командиров и офицеров запаса».

### Украина
Соответствующие списки введены:
1. Приказом Министра обороны Украины № 60 «Перечень соответствия военно-учётных специальностей офицерского состава специальностям и специализациям подготовки военных специалистов тактического уровня» (Перелік відповідності військово-облікових спеціальностей осіб офіцерського складу спеціальностям та спеціалізаціям підготовки військових фахівців тактичного рівня), от 12 декабря 2013 года.
2. Приказом Министра обороны Украины № 860 «Перечень соответствия военно-учётных специальностей офицерского состава специальностям и специализациям подготовки военных специалистов оперативно-тактического уровня» (Перелік відповідності військово-облікових спеціальностей осіб офіцерського складу спеціальностям та спеціалізаціям підготовки військових фахівців оперативно-тактичного рівня), от 12 декабря 2013 года.